# Presidenti della Tanzania
I presidenti della Tanzania dal 1964 (fusione di Tanganica e Repubblica Popolare di Zanzibar) ad oggi sono i seguenti.

## Lista
| Presidente | Presidente | Presidente        | Partito                   | Elezione               | Mandato          | Mandato          |
| Presidente | Presidente | Presidente        | Partito                   | Elezione               | Inizio           | Fine             |
| ---------- | ---------- | ----------------- | ------------------------- | ---------------------- | ---------------- | ---------------- |
|            |            | Julius Nyerere    | TANU, Chama Cha Mapinduzi | 1965, 1970, 1975, 1980 | 29 ottobre 1964  | 5 novembre 1985  |
|            |            | Ali Hassan Mwinyi | Chama Cha Mapinduzi       | 1985, 1990             | 5 novembre 1985  | 23 novembre 1995 |
|            |            | Benjamin Mkapa    | Chama Cha Mapinduzi       | 1995, 2000             | 23 novembre 1995 | 21 dicembre 2005 |
|            |            | Jakaya Kikwete    | Chama Cha Mapinduzi       | 2005, 2010             | 21 dicembre 2005 | 5 novembre 2015  |
|            |            | John Magufuli     | Chama Cha Mapinduzi       | 2015, 2020             | 5 novembre 2015  | 17 marzo 2021    |
|            |            | Samia Suluhu      | Chama Cha Mapinduzi       | [ 2 ]                  | 19 marzo 2021    | in carica        |